# تومي كلينتون
تومي كلينتون (بالإنجليزية: Tommy Clinton)‏ (13 أبريل 1926 بدبلن في جمهورية أيرلندا - 9 أغسطس 2009) هو لاعب كرة قدم أيرلندي في مركز الدفاع. شارك مع منتخب جمهورية أيرلندا لكرة القدم. أما مع النوادي، فقد لعب مع بلاكبيرن روفرز ونادي إيفرتون ونادي ترانمير روفرز لكرة القدم ونادي دوندالك ونادي رانكورن هالتون.

## وصلات خارجية
- تومي كلينتون على موقع قاعدة بيانات كرة القدم.إي يو (الإنجليزية)